# Clapham
Ne pas confondre avec Jamie Clapham, footballeur anglais.

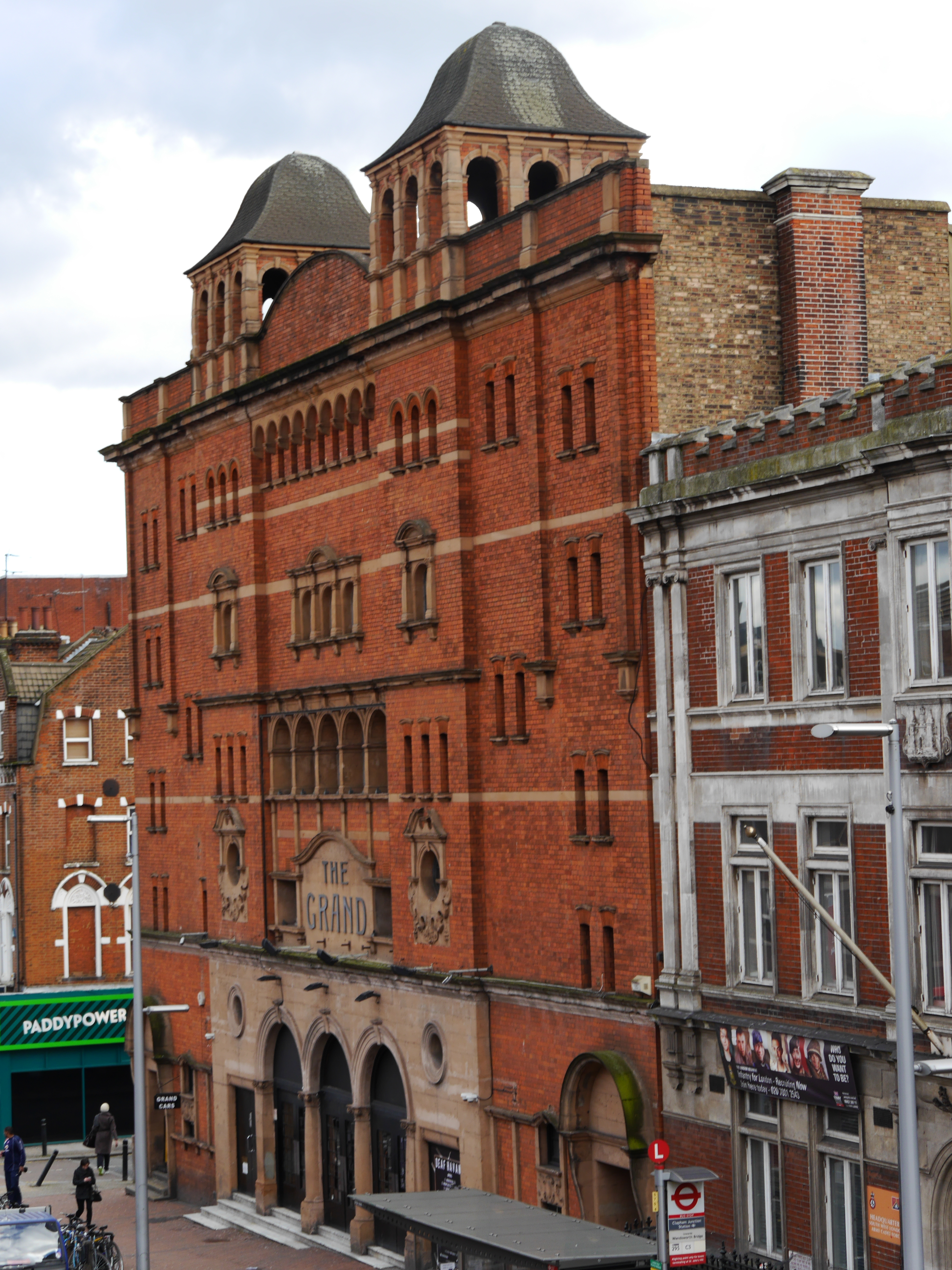
Le Clapham Grand, théâtre à St Johns Hill, Clapham Junction.

Clapham est un quartier du sud de Londres compris dans le Borough de Lambeth.

## Histoire
Clapham remonte à l'époque anglo-saxonne, on pense que son nom est un dérivé du mot anglo-saxon pour Clappa's Farm. À la fin du XVIIe siècle, de grandes maisons de campagne commencent à être construites, et durant le XVIIIe et le début du XIXe siècle, ce quartier est apprécié par la classe bourgeoise qui y fait construire de grandes et somptueuses villas, essentiellement dans la vieille ville.
Samuel Pepys passa les deux dernières années de sa vie à Clapham, vivant avec son ami et ancien domestique, William Hewer. Il y mourut en 1703.
À la fin du XVIIIe siècle, la Clapham Sect, un groupe de bourgeois évangéliques anglicans qui vivait près de Clapham Common, était composée de  William Wilberforce, Henry Thornton et Zachary Macaulay, père de l'historien Thomas Macaulay. Ils furent très actifs dans les campagnes pour l'abolition de l'esclavage, l'interdiction du travail des enfants et les réformes pour les prisons. Ils ont aussi soutenu les activités missionnaires dans les colonies britanniques.
Après l'arrivée du chemin de fer, Clapham se développe comme quartier résidentiel pour les pendulaires qui travaillent à Londres. Et en 1900, la population passe de bourgeoise à moyenne. La majorité des grandes maisons bourgeoises sont détruites durant le XXe siècle, laissant place à des habitations plus modestes. Clapham devint alors un quartier comme les autres. Le nom de ce quartier a donné lieu à une expression The Man on the Clapham Omnibus (l'homme dans l'omnibus de Clapham) qui est utilisée dans le domaine juridique pour désigner une personne éduquée et intelligente, mais non spécialiste.
Des panneaux sur les quais proclament que Clapham Junction (qui, dépit de son nom, est située dans Battersea dans le borough de Wandsworth, et non dans Clapham) est la gare la plus fréquentée du Royaume-Uni (et d'Europe).
De nos jours, Clapham entoure une large partie de Clapham Common. Dans la vieille ville et sur la rue principale sont établis de nombreux magasins et restaurants. Au début du XXIe siècle, les prix fonciers ont peu évolué, Clapham attire ainsi de nombreux professionnels jeunes, s'installant à leur compte. Cela favorise la venue de personnes durant le week-end. En 2014, par suite de la popularité du quartier avec les jeunes familles, les prix des logements sont comparables à ceux de Fulham et le prix moyen des maisons dépasse 1 000 000£ et un appartement de deux chambres dépasse 670 000£ (100 000£ de plus qu’en 2012).
À l'instar de Londres, Clapham est marqué par une grande diversité culturelle et ethnique.

## Personnalités liées à Clapham

### Nées à Clapham
- Eleanor Grove (1826-1905), personnalité féminine de l'éducation britannique.
- Herbert Langford Reed (1889-1954), acteur, scénariste et réalisateur britannique.
- Kingsley Amis (1922-1995), écrivain britannique.

### Résidents célèbres
- John Amaechi
- Kingsley Amis
- Léopold Émile Aron (sous l'identité d'Henri Newman)
- Lesley Ash
- Natasha Bedingfield
- John Francis Bentley
- Annie Besant
- Sarah Ferguson
- Graham Greene
- Tommy Hampson
- Ainsley Harriott
- Gerry Healy
- Lena Headey
- Damon Hill
- Paul Kaye
- Amy Levy
- Doon Mackichan
- Tony Mansfield
- Alfred Marshall
- Piers Morgan
- John O'Farrell
- Mark Owen
- Uncle Kracker
- Neil Pearson
- Samuel Pepys
- Corin Redgrave
- Vanessa Redgrave
- Kelly Reilly
- J. K. Rowling
- Natsume Soseki
- Henry Thornton
- Mark Cannon
- Polly Toynbee
- Dennis Waterman
- Vivienne Westwood
- Jacquetta Wheeler
- William Wilberforce[2]

## Clapham dans la littérature
Le quartier de Clapham tient lieu de cadre à la nouvelle de William Fryer Harvey intitulée « August Heat » (« Dans la chaleur d’août » en version française).